# Ronaldo Conceição
Ronaldo Conceição Silveira (Capão da Canoa, Rio Grande do Sul, Brasil 3 de abril de 1987) conocido como Ronaldo, es un futbolista brasileño que juega como defensa central y actualmente se encuentra libre. 

## Clubes
| Club             | País     | Año         |
| ---------------- | -------- | ----------- |
| Internacional    | Brasil   | 2005        |
| RS Futebol       | Brasil   | 2005 - 2006 |
| São Caetano      | Brasil   | 2006        |
| Esportivo        | Brasil   | 2006 - 2008 |
| Nacional         | Uruguay  | 2008 - 2009 |
| River Plate      | Uruguay  | 2009 - 2010 |
| Internacional    | Brasil   | 2010 - 2012 |
| Náutico          | Brasil   | 2012        |
| São José         | Brasil   | 2013        |
| Caxias           | Brasil   | 2013        |
| El Tanque Sisley | Uruguay  | 2014 - 2015 |
| River Plate      | Uruguay  | 2015 - 2016 |
| Atlético Mineiro | Brasil   | 2016        |
| Peñarol          | Uruguay  | 2017        |
| Real             | Portugal | 2018 - 2019 |
| Fénix            | Uruguay  | 2019 - 2020 |

- Datos: Q10364354